# Galassia ellittica

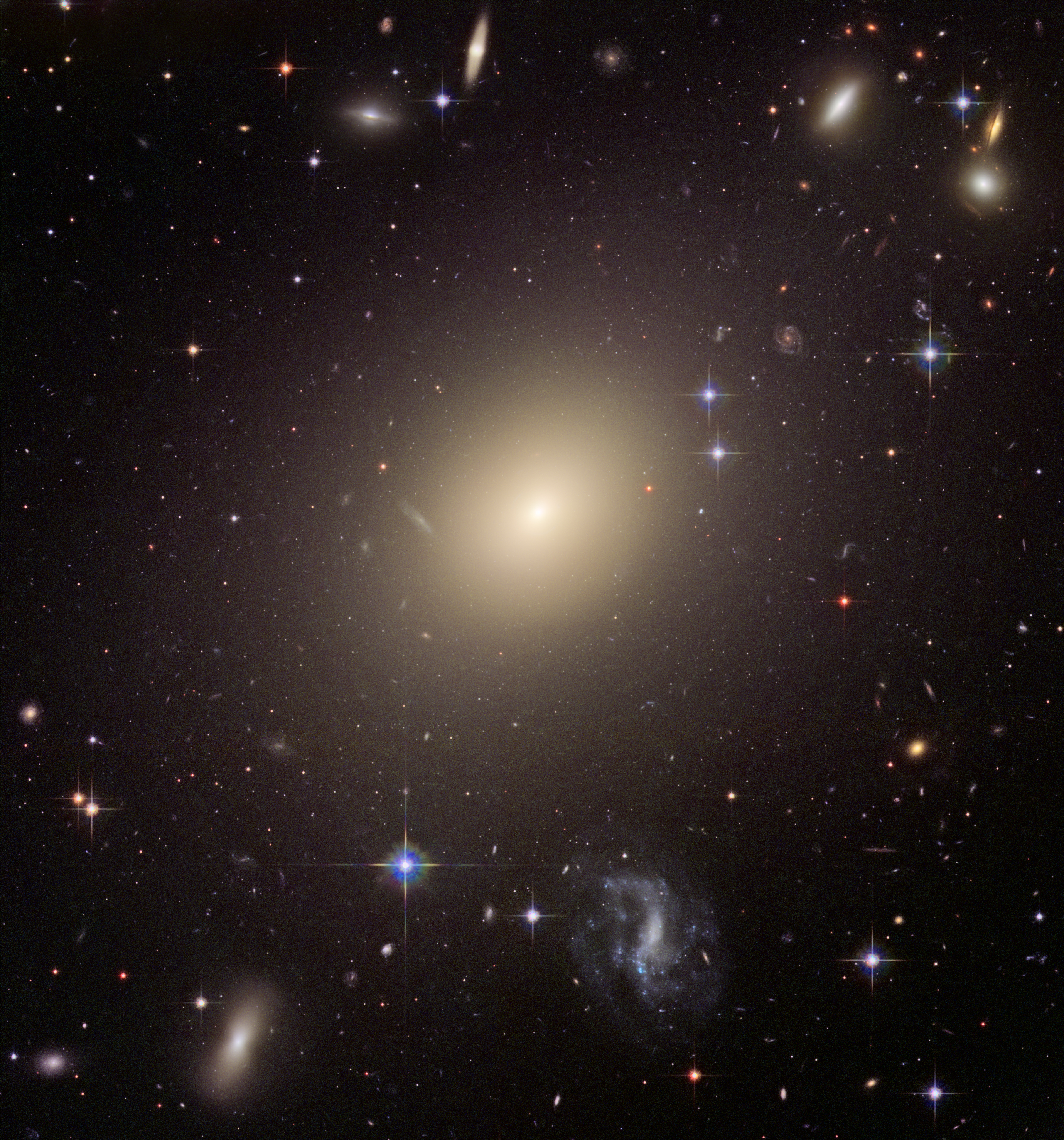
Immagine HST della galassia ellittica ESO 325-G004

Una galassia ellittica è una tipologia di galassia caratterizzata generalmente da una forma globulare e con un nucleo brillante o anche ellissoidale e pressoché priva di elementi caratterizzanti. Sono una delle quattro principali classi di galassie descritte da Edwin Hubble nella sua pubblicazione del 1936 The Realm of the Nebulae, assieme alle galassie a spirale e alle galassie lenticolari.
Le galassie ellittiche sono identificate dalla sigla (E); le lenticolari (SO) hanno un disco di grandi dimensioni, mentre le (ES) hanno un disco di dimensioni intermedie.

## Caratteristiche
Una galassia ellittica è caratterizzata dalle seguenti proprietà:
- momento angolare assente o ridotto
- assenza di bracci spirale
- stelle giovani assenti
- ammassi aperti assenti o molto ridotti
- sono costituite principalmente da stelle di popolazione II
- nubi di gas e polveri interstellari assenti o molto ridotte

Le galassie ellittiche variano enormemente di grandezza, e annoverano tra di esse sia galassie molto piccole (non si sa se quelle davvero microscopiche, le nane sferoidali, siano anch'esse da considerarsi galassie ellittiche), sia le più grandi galassie conosciute. M32 e M110, due satelliti della Galassia di Andromeda, sono galassie ellittiche nane. M87, la galassia principale dell'Ammasso della Vergine, è un'enorme ellittica grande forse 10 volte la nostra Via Lattea e circondata da 15.000 ammassi globulari, contro i 157 della nostra galassia.
Maffei 1 è considerata, a 10 milioni di a.l. di distanza, la galassia ellittica gigante più vicina alla nostra galassia.
Questo ritratto tradizionale delle galassie ellittiche le dipinge come galassie dove la formazione stellare è finita dopo i primi momenti, e che adesso risplendono solo grazie a stelle che stanno invecchiando. Si pensava che una galassia ellittica non attraversasse alcun cambiamento durante la sua vita, se non per il graduale affievolimento di luminosità.
Alcune recenti osservazioni hanno però trovato ammassi aperti blu e giovani all'interno di alcune galassie ellittiche, assieme ad altre strutture che possono essere spiegate dalla fusione tra galassie. In questa nuova visione (ancora piuttosto sperimentale), le galassie ellittiche sarebbero il risultato di un lungo processo dove due o più galassie più piccole, di qualunque tipo, entrano in collisione e si fondono in un unico oggetto più grande.
Questo processo di fusione a volte può protrarsi fino ad epoche contemporanee, e non è limitato alle galassie ellittiche. Per esempio, sappiamo che la nostra stessa Via Lattea è impegnata a "digerire" un paio di piccole galassie in questo istante (un istante che va misurato in milioni di anni).
Studi recenti hanno evidenziato che le galassie ellittiche ruotano meno velocemente delle galassie a spirale